# 若雪·柯利

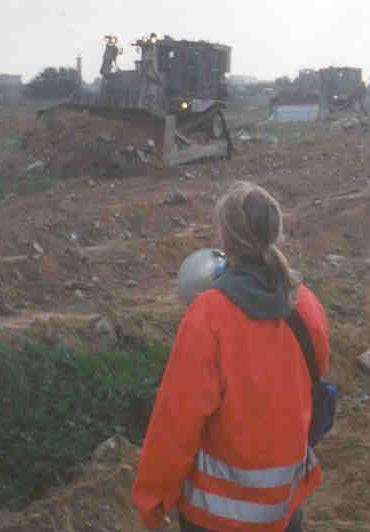
若雪·柯利

雷切爾·愛力恩·科里（Rachel Aliene Corrie，1979年4月10日—2003年3月16日），美國和平工作者、國際團結運動（ISM）成員，在加薩走廊南部拉法赫，遭以色列國防軍（IDF）的武裝推土機輾死。

## 生平
她生於華盛頓州奧林匹亞，第二次巴勒斯坦大起義的高峰抵達加薩，起意於她大學四年級的指定作業、一項姊妹城市計畫，旨在連結她的家鄉和拉法赫。她投身國際團結運動，致力以非暴力行動，阻止以色列軍隊摧毀巴勒斯坦人的家園。
2003年3月16日、前往加薩不到二個月，科里在一場兩輛推土機與八名ISM成員之間、長達三小時對峙中喪生。事發時，她身著亮橙色背心、揮舞著擴音器，試圖以肉身保護巴勒斯坦醫生Samir Nasralla一家人的住家，被以色列推土機兩度輾過，造成顴骨骨折、肋骨碎裂並刺穿肺部而死亡。
科里的確切死因，以及對推土機駕駛的咎責，受到高度爭論：目擊者表示，當時駕駛推土機的以色列軍人蓄意輾過科里，以色列政府則主張駕駛者因視野的死角而造成意外。
2005年科里的雙親對以色列提出民事訴訟，指控以色列官方未對科里的死進行完整、可信的調查，主張科里若不是死於蓄意謀殺，便是以色列軍方魯莽的過失致死。他們以象徵性一美元的求償，意欲為他們的女兒、以及她生前所捍衛的巴勒斯坦議題主持正義。然而，2012年8月，以色列法庭駁回訴訟，決議採用以色列2003年的軍方調查結論，裁定以色列政府對科里的身故並無責任。此判決引起國際輿論對以色列司法體制公正性的質疑，並批評以色列官方對事件的調查企圖為軍方脫罪。
2010年3月，自由加薩運動組織將一艘貨輪命名為若雪·柯利號，並將這艘貨輪加入援助巴勒斯坦的自由船隊，以紀念若雪·柯利她對巴勒斯坦人民的貢獻。

## 外部連結
- 紀念若雪巴勒斯坦資訊網 （页面存档备份，存于）
- The Corrie Trial in Haifa[永久]
- The Rachel Corrie Verdict （页面存档备份，存于）
- Rachel Corrie Memorial Page （页面存档备份，存于）
- Rachel Corrie Foundation for Peace and Justice （页面存档备份，存于）
- Rachel's Words (archived from the original February 3, 2011)
- The Case Against Rachel Corrie （页面存档备份，存于）
- Death of a dreamer[永久]
- Martyr with a Cause
- Rachel Corrie, One Year Later
- Rachel Corrie's diaries （页面存档备份，存于）
- counterpunch.org criticism of mother jones article
- 7 Years After, Family of Rachel Corrie Heads to Israel for Wrongful Death Suit （页面存档备份，存于） – video by Democracy Now!
- 在Find a Grave上的若雪·柯利